# Longview (låt)
Longview är en låt av Green Day, den finns med på deras framgångsrika album Dookie. Låten släpptes som singel den 1 februari 1994, alltså samma dag som Dookie släpptes och har med tiden blivit en större hit. Longview blev Green Days genombrottslåt men Basket Case var ändå deras allra största hit. Låten skiljer sig lite från övriga låtar i albumet med ett annorlunda trumkomp och en någorlunda avancerad basgång.
Green Days låt Chump (Dookie) slutar med att man går direkt in i låten efter, alltså Longview.
Longview spelades in på Fantasy Studios i Berkeley, Kalifornien i samband med Dookie.